# Leptodactylodon ornatus
Leptodactylodon ornatus és una espècie de granota que viu al Camerun.
Està amenaçada d'extinció per la pèrdua del seu hàbitat natural.